# Domtar
Domtar est une papetière québécoise dont le siège social est situé à Montréal. Elle est le troisième plus important fabricant nord-américain de papier de bureau. Domtar est aussi propriétaire de forêts, parmi les premières gérées en respectant les principes et critères de l'écosociolabel FSC.
Elle n'est plus cotée en bourse.

## Activités
Domtar fabrique de la pâte de matière ligneuse, des papiers commerciaux, papiers tissus ainsi que du carton d'emballage.

## Histoire
En novembre 2005, elle supprime 1 800 postes dans l'ensemble de son personnel. L'entreprise emploie environ 11 000 employés.
En 2006, Weyerhaeuser fusionne ses activités de fabrication de papier avec Domtar, dans une transaction d'une valeur de 3,3 milliards de dollars. À la suite de cela Weyerhaeuser vend sa participation de 55 % dans le nouvel ensemble pour 1,35 milliard de dollars, double opération qui lui permet de réduire l'impact fiscal de cette vente.
En mai 2009, les actionnaires acceptent que les actions soient regroupées, car la valeur des actions transigées en bourse est proche de 1 USD,.
En août 2011, Domtar verse 315 millions US$ au holding KPS Capital Partners pour acquérir la société américaine Attends Healthcare, spécialisée dans la fabrication de couches pour adultes. En janvier 2012, Domtar offre de racheter la partie européenne de la société Attends au prix d'environ 235 millions US$.
En janvier 2021, la société annonce qu'elle a conclu un accord pour vendre son activité de soins personnels à American Industrial Partners (AIP) pour 920 millions de dollars.
Le 11 mai 2021, l'entreprise Canadienne Paper Excellence annonce le rachat de Domtar pour environ 3 milliards $ US.
Dans la nuit du 25 au 26 octobre 2021, deux travailleurs sont morts alors qu'ils faisaient l'entretien du lessiveur dans le cadre de l'arrêt annuel de l'usine de Domtar à Windsor, en Estrie. Les échafauds qui étaient érigés dans le bâtiment, haut de vingt étages, ont cédé, entrainant les travailleurs avec eux. Les travailleurs étaient des employés d'une compagnie sous-traitante. 

## Notes et références

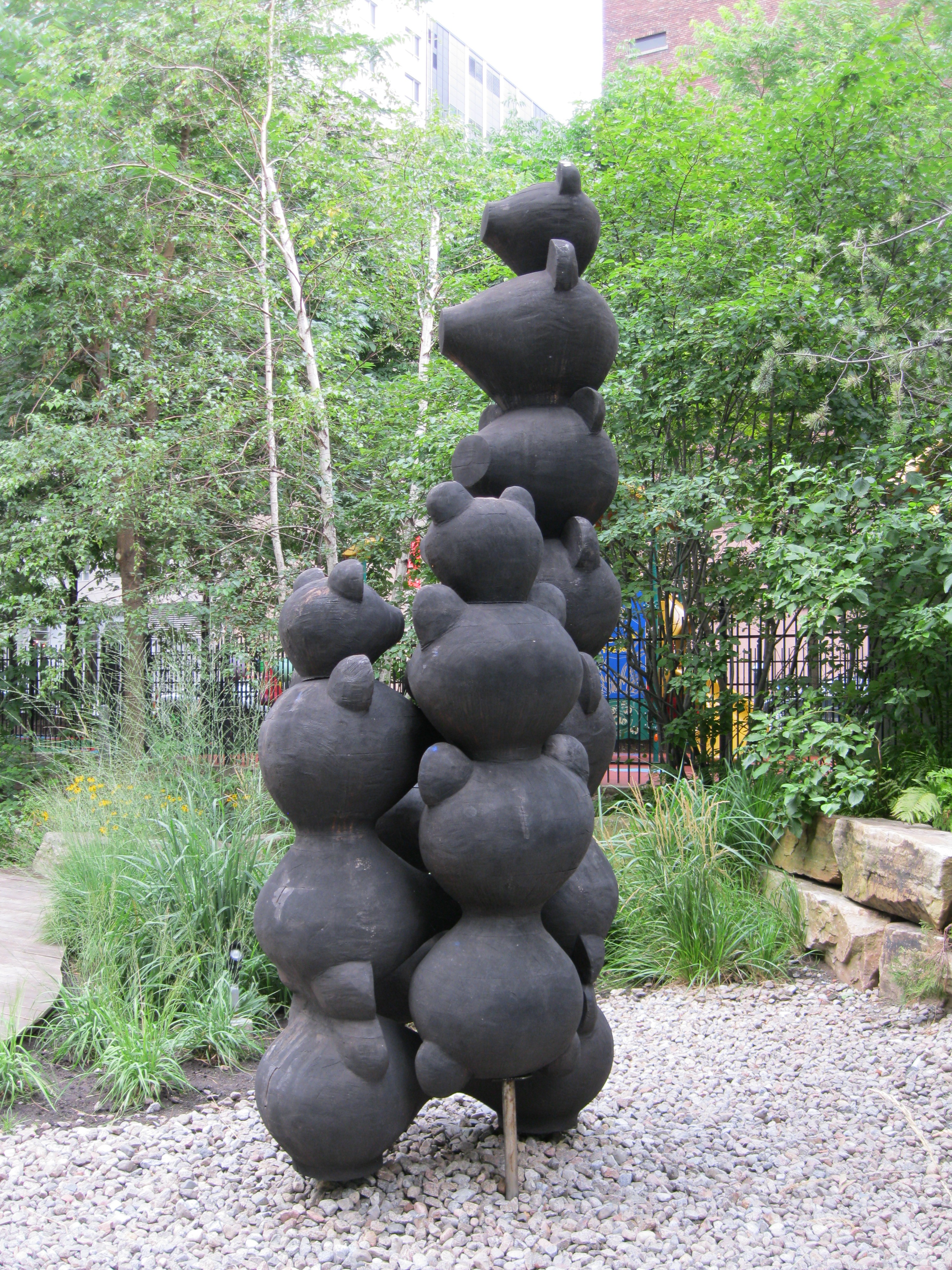
Écho est une sculpture de Michel Saulnier installée au Jardin de la Domtar.

## Données financières
|                | 2001  | 2002  | 2005  | 2006  |
| Ventes nettes  | 4 377 | 5 490 | 4 247 | 3 989 |
| Bénéfices nets | 140   | 141   | 388   | 328   |